# Вранещица (община)
Вранещица (на македонска литературна норма: Општина Вранештица) е община в централната част на Северна Македония, съществувала от 1996 до 2013 година, когато е присъединена към община Кичево. Общината обхваща 15 села в пролома на река Треска (Голема) между планините Бушова от юг и Целовица от север. Седалище на общината е едноименното село Вранещица, а площта ѝ е 109,13 km2. Населението на общината е 1322 (2002), предимно македонци. Гъстотата на населението в общината е 12,11 жители на km2. Последен кмет на община Вранещица е Ванчо Сърбаковски.

## Структура на населението
Според преброяването от 2002 година община Вранещица има 1322 жители.
| Етническа принадлежност | Всичко |
| македонци               | 78,14% |
| албанци                 | 0,76%  |
| турци                   | 20,88% |
| роми                    | 0,00%  |
| власи                   | 0,00%  |
| сърби                   | 0,15%  |
| бошняци                 | 0,00%  |
| други                   | 0,07%  |